# Franco Giustolisi
Franco Giustolisi (Roma, 20 luglio 1925 – Roma, 10 novembre 2014) è stato un giornalista italiano.

## Biografia
Esordì nel mondo del giornalismo come inviato speciale per Paese Sera, Italia domani e L'Ora di Palermo. Dal 1963 lavorò per Il Giorno, poi approdò al programma TV7 della Rai.
Durante la sua permanenza a L'Espresso si interessò alle più grandi inchieste del periodo, come quelle sulla mafia, sulla P2, sul terrorismo italiano, su Tangentopoli e sulla malasanità.
Coniò l'espressione Armadio della vergogna in riferimento all'insabbiamento delle indagini sui crimini di guerra perpetrati dai nazifascsti, argomento sul quale fece luce rinvenendo i documenti occultati nell'armadio di Palazzo Cesi-Gaddi a Roma. Per il suo impegno civico, i comuni di Stazzema e Fivizzano, colpiti dalle stragi nazifasciste, gli conferirono la cittadinanza onoraria.
A Giustolisi le amministrazioni comunali della Marsica, capofila il comune di Capistrello, hanno dedicato un premio giornalistico e letterario itinerante.
In suo onore è stato altresì istituito il premio di giornalismo d'inchiesta "Giustizia e verità Franco Giustolisi".

## Opere
- Pier V. Buffa e Franco Giustolisi, Al di là di quelle mura: viaggio nelle carceri italiane, dalle loro celle parlano i protagonisti di trent'anni di storia e cronaca, 1. ed, Rizzoli, 1984, ISBN 978-88-17-53170-2.
- Alberto Franceschini, Pier Vittorio Buffa e Franco Giustolisi, Mara Renato e io: storia dei fondatori delle BR, Mondadori, 1991, ISBN 978-88-04-41446-9.
- Franco Giustolisi, L'armadio della vergogna. Nuova ediz., Nutrimenti, 2019, ISBN 978-88-6594-692-3.